# Józef Gracjan Brojnowski
Józef Gracjan Brojnowski (ang. Gracius J. Broinowski; ur. 7 marca 1837 w Walichnowach niedaleko Wielunia, zm. 11 kwietnia 1913 w Mosman w Australii) – polski przyrodnik, artysta malarz.

## Życiorys
Był synem właściciela ziemskiego i oficera Gracjana oraz Alicji z domu Nieszkowskiej. Kształcił się na Uniwersytecie Monachijskim gdzie studiował filologię klasyczną oraz sztukę. W 1854 r., podczas krótkiego pobytu w Walichnowach, został uprzedzony o planach poboru do wojska carskiego i aby jego uniknąć wyjechał do Niemiec. Z Niemiec trafił do Londynu i około 1857 roku zaokrętował się na żaglowiec płynący do Australii.
Po trzyletnim pobycie i pracy na australijskiej wsi, Brojnowski znalazł zatrudnienie w firmie wydawniczej w Melbourne. Wtedy też odbył podróż po stanie Wiktoria, Nowej Południowej Walii i Queensland, gdzie pod pseudonimem G.J. Browne malował widoki oraz sceny z różnych miast. Około 1863 roku w Richmond (stan Wiktoria), poślubił Jane Smith, córkę kapitana statku wielorybniczego. W 1880 r. osiadł w Sydney, gdzie uczył malarstwa i rysunku na prywatnych lekcjach oraz w college'ach, wykładał sztukę oraz wystawiał swoje prace na pokazach w Royal Art Society. Prawa obywatelskie Australii uzyskał w 1886 roku.
Pierwszy komercyjny projekt Brojnowskiego związany z historią naturalną polegał na przyjęciu zlecenia od Wydziału Nauczania (Department of Public Instruction) Nowej Południowej Walii na wykonanie ilustracji australijskich ptaków i ssaków. Ilustracje te, oprawione i werniksowane, zawisły w wielu australijskich szkołach. Niestety, zamiast planowanych 1000 egzemplarzy wspomnianych plansz, Wydział odebrał ich tylko 500. Tak więc Brojnowski pozostał z dużą częścią nieodebranych kompletów ilustracji, które postanowił oprawić i uzupełnić o odpowiedni opis zilustrowanych gatunków. Przechowywane w Australijskiej Bibliotece Narodowej kopie tego wydawnictwa tytułują je jako „Birds and Mammals of Australia” („Ptaki i ssaki Australii”). W tym samym czasie zaproponowano mu opracowanie popularnej wersji albumowego wydawnictwa „Birds and Mammals of Australia” („Ptaków i ssaków Australii”) autorstwa Johna Goulda - znanego angielskiego ornitologa i artysty. Niestety, po interwencji londyńskiego właściciela praw do prac Johna Goulda (zapewne firmy H. J. Sotheran), projekt ten został zawieszony.

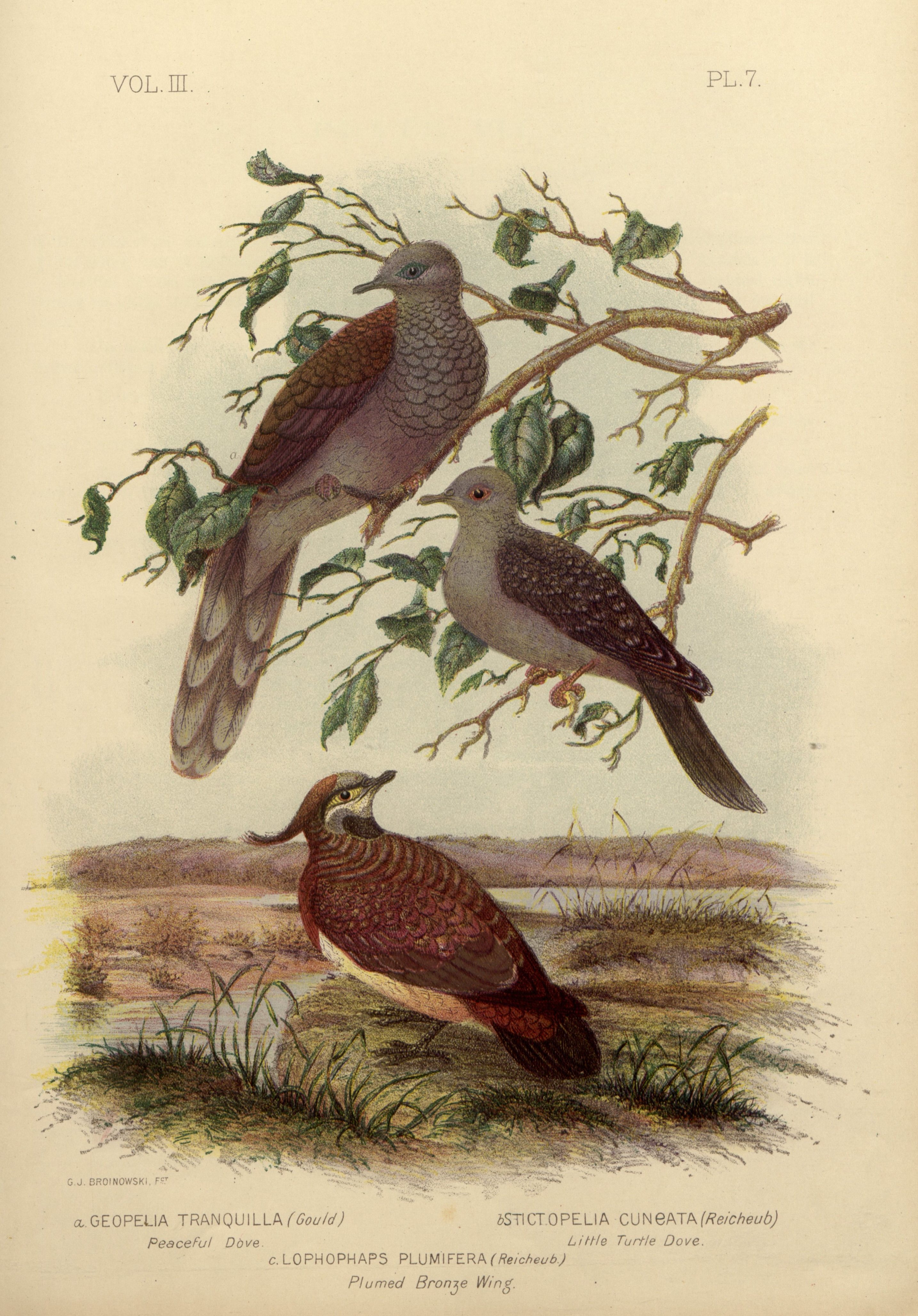
Plansza autorstwa Brojnowskiego z książki The Pigeons of Australia (1888)

Od 1887 do 1891 roku Brojnowski przygotowywał serię tomów albumu ornitologicznego zatytułowanego „The Birds od Australia” („Ptaki Australii”). Praca ta wydana została w 38 zeszytach składających się na 6 tomów, w skład których wchodziło ponad 300 całostronicowych ilustracji i opisów o ponad 700 gatunkach ptaków. W trakcie kilkuletnich prac nad tym dziełem Brojnowski borykał się z problemami finansowymi. Z tego też powodu część plansz ukazała się wcześniej, przed ukończeniem całości prac, w odrębnej formie wydawniczej. Tak więc w 1888 roku ukazały się „The Pigeons of Australia” („Gołębie Australii”) składające się z 11 plansz. Kolejne 13 plansz złożyło się na wydany w podobny sposób tom i w tym samym 1888 roku „The Cockatoos and Nestors of Australia and New Zealand” („Kakadu i nestory Australii i Nowej Zelandii”). Z uwagi na niewielki nakład oraz na doraźny charakter tych publikacji, są one znacznie rzadsze niż kompletnie wydane „Ptaki Australii”. Warto nadmienić, iż zasługą Brojnowskiego były pierwsze ustawy o ochronie przyrody w Nowej Południowej Walii.
W Nowej Południowej Walii Brojnowski znany był jako opiekun i "mąż opatrznościowy" polskiej emigracji. Zmarł w Mosman (Australia) 11 kwietnia 1913 roku. Pozostawił wdowę, szóstkę synów oraz córkę.